# 가네마루역
가네마루역(일본어: 金丸駅)은 일본 이시카와현 가시마군 나카노토정에 위치한 서일본 여객철도 나나오 선의 철도역이다. 상대식 승강장 2면 2선의 구조를 갖춘 지상역이다.

## 타는 곳
| 역사 측 | ■ 나나오 선 | 하행 | 나나오 방면            |
| 반대 측 | ■ 나나오 선 | 상행 | 쓰바타 · 가나자와 방면 |

## 역 주변
- 국도 제159호선
- 비조 산

## 역사
- 1898년 4월 24일 : 나나오 철도 쓰바타 가정거장 - 나나오 역 - 지타신 역 간 개통과 동시에 개업. 여객 및 화물 취급 개시.
- 1907년 7월 1일 : 나나오 철도가 철도 국유법에 의해 국유화. 일본 제국 철도청의 역이 됨.
- 1909년 10월 12일 : 선로 명칭 제정. 나나오 선의 역이 됨.
- 1960년 4월 1일 : 화물 취급 폐지.
- 1972년 3월 15일 : 무인역화.
- 1987년 4월 1일 : 일본국유철도 분할 민영화에 의해, 서일본 여객철도가 승계.
- 2005년 5월 12일 : 현재의 역사가 준공.

## 인접 역
| 서일본 여객철도 ■ 나나오 선 | 서일본 여객철도 ■ 나나오 선 | 서일본 여객철도 ■ 나나오 선 |
| --------------------------- | --------------------------- | --------------------------- |
| 지지 가나자와 · 쓰바타 방면 | 나나오 선                   | 노토베 와쿠라온센 방면      |